# Transit durch den Gotthard 1940–1945

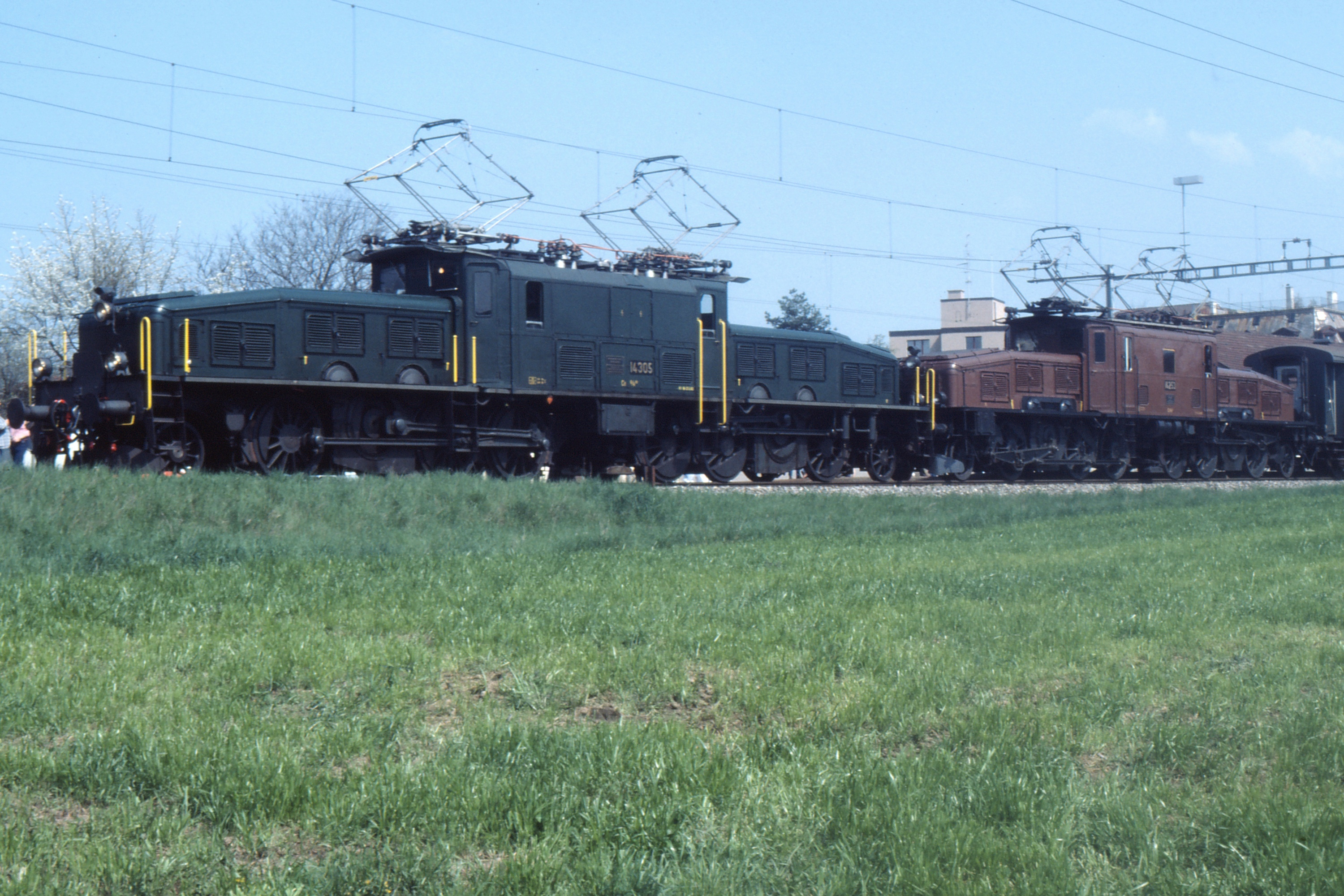
Doppeltraktion von Ce 6/8 II/III in Stein am Rhein, zwei typische Güterzuglokomotiven der Gotthardbahn

Die Transit-Verbindung durch den Gotthard spielte während des Zweiten Weltkrieges (1939–1945) sowohl für das nationalsozialistische Deutschland als auch für das faschistische Italien eine zentrale wirtschaftlich-politische Rolle.

## 1940–1942

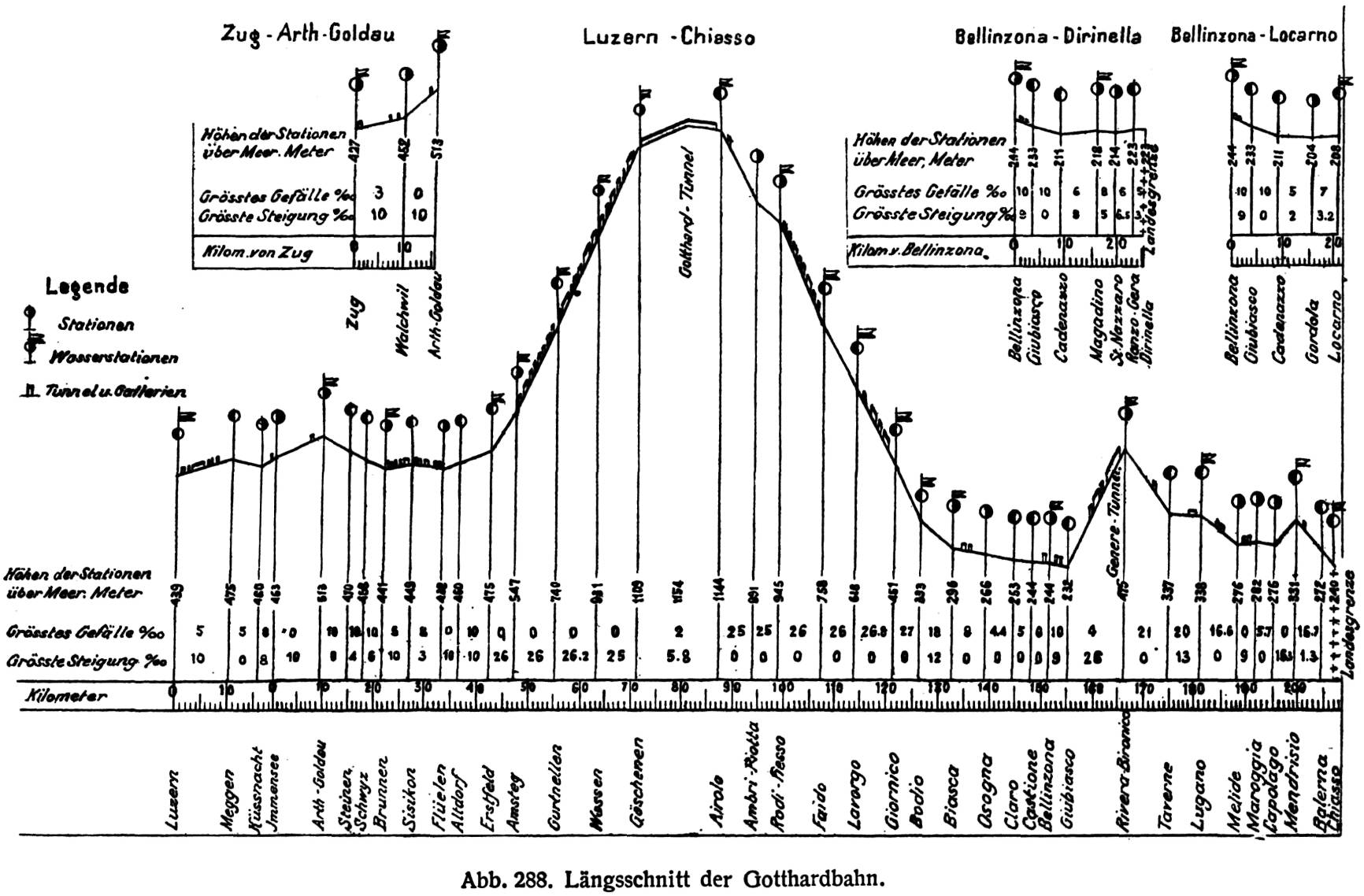
Längsschnitt (1914)

Der Transit durch den Gotthardtunnel erlaubte es der NS-Kriegswirtschaft, Rohstoffe, vor allem für die Waffenproduktion, nach Italien zu liefern. Die Schweiz stellte mit der Gotthardbahn die Transitverbindung zwischen Italien und Deutschland sicher. Somit befand sich die Schweiz als neutrales Land in einem Interessenkonflikt. Es wurde die Frage aufgeworfen, ob die Schweiz den Gotthard-Transit der Achsenmächte zulassen oder deutsch-italienische Transporte über Schweizer Territorium verbieten solle, um sich vom Hitler-Regime bestmöglich zu distanzieren.
Während des Zweiten Weltkrieges wurde der Gotthardtunnel aufgrund seiner Bedeutung für die Achsenmächte zum «eigentlich entscheidendste[n] politische[n] Faktor im Kräftespiel Italien-Schweiz-Deutschland», notierte Gottlieb Duttweiler in einem Schreiben vom 15. Juni 1940 an General Guisan. Vor allem die Kohletransporte von Deutschland nach Italien waren Duttweiler ein Dorn im Auge. Durch den Gotthard wurden jeden Tag durchschnittlich bis zu 26 Kohlezüge, das entspricht 50 Wagen à 15 Tonnen Kohle, Richtung Italien transportiert. Die Transportmengen über die Brennerbahn entsprachen etwa einem Viertel der Menge, die der Gotthard bewältigte, das Gleiche galt für die Züge über die Tauernbahn bzw. die Semmeringbahn und weiter über die Pontafelbahn. Hinzu kam, dass Italien nur geringe Kohlevorräte besass und somit zwingend auf die Kohletransporte aus Deutschland angewiesen war. Da Kohletransporte aus Übersee her nicht mehr möglich waren, war die Schweiz als Transitland zwar nicht die einzige, aber die wichtigste Route für Italien, seinen grossen Bedarf an Kohle durch Importe aus Deutschland zu decken. Der Transit durch den Gotthard hatte für Italien somit eine wirtschaftlich zentrale Rolle im Zweiten Weltkrieg.
Duttweiler äusserte sich im Schreiben vom 15. Juni 1940 ablehnend gegenüber dieser Praktik der Schweiz, Kohletransporte von Deutschland nach Italien zu billigen, und schlug folgende Gegenmassnahme vor: Gotthard- und Simplontunnel sollen in ihrer ganzen Länge, soweit diese auf Schweizer Boden ist, gesprengt und vermint werden. Duttweiler erklärte dieses Vorgehen damit, dass die Gotthardlinie nach erfolgter Sprengung für Kohlezüge nach Italien auf längere Zeit hinaus unterbrochen wäre. Durch die zusätzliche Verminung wären Aufräumungsarbeiten schwierig durchzuführen, und es käme zu weiteren Verzögerungen oder sogar zu einem Stillstand des Bahnverkehrs durch den Gotthard. Aus wirtschaftlichen Gründen lehnten die SBB Sprengungen und Verminungen, wie sie Duttweiler vorsah, jedoch ab. Für die SBB war der Güterverkehr durch den Gotthard eine sichere Einnahmequelle, die es aufrechtzuerhalten galt. Aus den Gesprächsnotizen vom 1. September 1941 wurde jedoch ersichtlich, dass eine Minderung der Anzahl Züge nach Italien eine weitere mögliche Lösung des deutsch-italienischen Problems darstellen könnte.
Ein Jahr später, am 29. Juni 1941, drehten sich die Verhandlungen (siehe Protokoll Procès-verbal du conseil d’administration des CFF) zwischen der Schweiz und dem Hitler-Regime um die Frage, ob die Schweiz nicht die Gotthard-Linie internationalisieren könnte. «Les Puissances de l’Axe cherchent à faire internationaliser les lignes du Gothard et du Simplon». Für das Dritte Reich hätte die Internationalisierung der Gotthard-Linie bessere wirtschaftliche Verbindungsmöglichkeiten nach Italien bedeutet, die Schweiz hingegen hätte die alleinige Kontrolle über den Gotthard-Transit verloren. Die SBB lehnte eine solche Internationalisierung der Gotthard-Linie kategorisch ab: «Pour la Suisse, il n’y a qu’une seule attitude possible: repousser catégoriquement toute demande faite dans ce sens.» Die Gotthardstrecke blieb am Ende in schweizerischer Hand.

## Gotthardvertrag
Verträge, die mit Deutschland und Italien 1869 und 1882 abgeschlossen wurden, erschwerten den Rückkauf der Gotthardbahn durch den Bund. Die Schweiz konnte aus Gründen der Souveränität die Vertragsbestimmungen von damals nicht weiterführen und musste sich für Tarifkonzessionen im Transitverkehr entscheiden. Der Gotthardvertrag von 1909 fiel für die Schweiz unbefriedigend aus. Den beiden Nachbarstaaten, Deutschland und Italien, wurde die Meistbegünstigung auf dem gesamten SBB-Netz zugestanden. Diese Begünstigung führte zwischen 1943 und 1945 zu Diskussionen und Konflikten zwischen der Schweiz, Deutschland und Italien. Das Ziel bestand darin, sich über die Anzahl Zugfahrten mit Transitgütern auf der Strecke Deutschland–Italien und Italien–Deutschland zu einigen.

## 1943–1945
1943 drehte sich die Debatte um den Transitverkehr, um Zugleistungen und um die Frage, wie viele Züge mit Kohle, Kartoffeln und Getreide von Deutschland durch den Gotthard nach Italien transportiert werden sollten. Die Absicht der Schweiz war es, einen «Fahrplan» zu erstellen, der genau die Zugleistungen Deutschland-Italien aufzeichnen würde. Die Schweiz versuchte einerseits die Zugleistungen durch den Gotthard gering zu halten (Anspruch, die Neutralität des Landes nicht zu gefährden), aber gleichzeitig war sie auch genötigt, das Wohlwollen des Dritten Reiches nicht weiter aufs Spiel zu setzen, denn die Schweiz war ihrerseits auf das einwandfreie Funktionieren der Importe aus Italien und NS-Deutschland angewiesen. Die Versorgung an Gütern, wie Lebensmittel für die schweizerische Bevölkerung, wollte man auf keinen Fall zu Gunsten einer Minderung an Transportleistungen auf Seiten der Achsenmächte gefährden. Aus Schweizer Sicht wurde die Neutralität mit der Zuverlässigkeit der schweizerischen Bundesbahnen verbunden, den Warenaustausch zwischen Deutschland und Italien zu ermöglichen. Die Tabelle Maximalleistungen im Transitverkehr Deutschland–Italien gibt einen Überblick über die Zugleistungen, die durch die SBB ausgeführt wurden.
1944 spitzte sich die Lage nochmals zu. Anfang des Jahres wurden erneut Verhandlungen zwischen der Schweiz und dem Deutschen Reich aufgenommen. Die Diskussion drehte sich erneut um die Frage der Gewährleistung des italienisch-deutschen Transits durch die Schweiz. Einerseits waren die schweizerischen Bundesbahnen auf diese Transporte der Achsenmächte finanziell angewiesen, anderseits versuchten nun die Alliierten, aus wirtschaftlichen Gründen (Transport von Rüstungsgütern, wie Stahl, Halbzeuge und Bleche), die Süd-Nord-Linie des Transitverkehrs durch die Schweiz zu beschränken und eine Kontingentierung zu fordern. Der Transport von reinem Kriegsmaterial war jedoch nie erlaubt. «Ein Bruch der Wirtschaftsbeziehungen mit der Schweiz, der eine völlige Isolierung der Schweiz notwendig machen würde» wurde auch aus deutscher Sicht abgelehnt, denn Nazi-Deutschland war während des ganzen Zweiten Weltkriegs bis zu dessen Ende 1945 zu interessiert an der Transitfunktion der Schweiz.